# Dezső Ernster
Dezső Ernster (Pécs, 23 novembre 1898 – Zurigo, 15 febbraio 1981) è stato un basso ungherese.

## Biografia
Figlio di un cantore ebreo, studiò a Budapest e a Vienna. Esordì a Plauen, in Sassonia, nella stagione 1924-1925 interpretando Landgraf nel Tannhäuser.
Nel 1929 giunse allo Staatstheater di Berlino. Nella Kroll Oper della medesima città cantò due opere di Paul Hindemith. Nel 1931 interpretò Titurel nel Parsifal sotto la direzione di Toscanini.
Dopo il 1933 dovette lasciare la Germania e si trasferì in Austria. Nel 1938 inaugurò una tournée negli Stati Uniti, ma all'improvviso tornò in Ungheria nel 1940, dove organizzò una compagnia indipendente alla sala Goldmark dell'OMIKE.
Poco dopo venne imprigionato nel campo di concentramento di Bergen-Belsen, ma Rudolf Kastner riuscì a comprare da Eichmann la sua libertà insieme a quella di altri maggiori intellettuali catturati dai nazisti.
Dopo la guerra riprese la sua attività a Basilea e subito dopo al Metropolitan Opera House di New York, dove si esibì fino al 1964. Nello stesso periodo tenne concerti anche in Europa, a Covent Garden nel 1949 e al Festival di Glyndebourne nel 1954.
Si stabilì a Zurigo, dove morì nel 1981.

## Registrazioni
- Don Giovanni[2]
- Götterämmerung[3]
- Salome[4]